# Tristan Sévère
Pour les articles homonymes, voir Sévère (homonymie).
Raymond Robert Gitenet dit Raymond Destac puis Tristan Sévère, né le 17 août 1904 à Peyrignac (Dordogne) et mort le 16 avril 1974 à Cugand (Vendée), est un acteur et un dramaturge français.
De 1929 à sa mort, il fut le mari de la comédienne Muse Dalbray avec laquelle il a écrit plusieurs essais et pièces de théâtre. Il a été hébergé avec elle chez André Guiraud à Aimargues durant la Seconde Guerre mondiale.

## Filmographie

### Cinéma

#### Sous le nom de Raymond Gitenet
- 1926 : La Terre qui meurt, de Jean Choux : Jean Némy

#### Sous le nom de Raymond Destac
- 1928 : La Revanche du maudit, de René Leprince
- 1929 : La Femme et le Pantin, de Jacques de Baroncelli - Don Mateo Diaz
- 1930 : Roumanie, terre d'amour, de Camille de Morlhon
- 1931 : 77, rue Chalgrin, d'Albert de Courville -  le commissaire
- 1932 : Sous le casque de cuir de Albert de Courville - Sudek
- 1935 : Studio à louer de Jean-Louis Bouquet - Le professeur
- 1935 : Le Bonheur, de Marcel L'Herbier - un journaliste
- 1939 : Le Duel, de Pierre Fresnay
- 1942 : Pontcarral, colonel d'empire, de Jean Delannoy - Trochard

#### Sous le nom de Tristan Sévère
- 1936 : La vie est à nous, de Jean Renoir - un chômeur à la soupe populaire
- 1947 : Le Silence est d'or, de René Clair
- 1947 : Le Diable au corps, de Claude Autant-Lara - le surveillant du lycée
- 1948 : L'Armoire volante, de Carlo Rim - un comédien
- 1952 : La Fête à Henriette, de Julien Duvivier - le dompteur
- 1953 : Quitte ou double, de Robert Vernay
- 1954 : Sur le banc, de Robert Vernay - le portier
- 1956 : Ces sacrées vacances, de Robert Vernay
- 1964 : Thomas l'imposteur, de Georges Franju

### Télévision
- 1964 : L'Abonné de la ligne U de Yannick Andreï (Série TV)
- 1967 : Marion Delorme, téléfilm de Jean Kerchbron : un conseiller
- 1967 : La bouquetière des Innocents, téléfilm de Lazare Iglésis
- 1968 : Les Bas-fonds, téléfilm de Jean-Paul Sassy
- 1969 : Une soirée au bungalow, téléfilm de Lazare Iglésis : le jardinier
- 1971 : Le Voyageur des siècles, téléfilm de Jean Dréville : le stratège

## Théâtre
- 1957 : César et Cléopâtre de George Bernard Shaw, mise en scène Jean Le Poulain, Théâtre Sarah-Bernhardt (Paris)

## Doublage
Tristan Sévère double les films sous le pseudo de Raymond Destac
- Jeff Corey dans :
  - Les Démons de la liberté (1947) : Stack
  - Le Voleur de Tanger (1951) : Emir Mokar

- 1937 : Capitaines courageux : Capitaine Walt Cushman (Oscar O'Shea)
- 1948 : Le Justicier de la Sierra : Jack (Jeff York)
- 1948 : Oliver Twist : Bill Sikes (Robert Newton)
- 1949 : La Fille du désert : Le marshall (Morris Ankrum)
- 1950 : Les Mines du roi Salomon : Van Brun/Smith (Hugo Haas)
- 1951 : Un tramway nommé Désir :  un policier (Lyle Latell)
- 1951 : La Chose d'un autre monde : le docteur Chapman (John Dierkes)
- 1951 : Menace dans la nuit : Stan (Clancy Cooper)
- 1952 : Barbe-Noire le pirate : Noll (Alan Mowbray)
- 1952 : Le Corsaire rouge : Pablo Murphy (Noel Purcell)
- 1952 : L'Affaire de Trinidad : Olaf (Gregg Martell)
- 1953 : L'ennemi public no 1 : Nick O’Hara, le flicard (Carlo Ninchi)
- 1953 : Le Triomphe de Buffalo Bill : Red Barrett (Richard Shannon)
- 1953 : Les Massacreurs du Kansas : Shorty (Joseph Vitale)
- 1954 : Fenêtre sur cour : Lars Thorwald (Raymond Burr)
- 1957 : Pour que les autres vivent : Sam Holly (Orlando Martins)
- 1958 : Duel dans la Sierra : Pablo (Francisco Reyguera)

## Publications
- 1928 : A l'ombre de Jaurès, pièce en 1 acte en vers et en prose de Muse Dalbray et Raymond Destac. A-propos représenté à l'occasion de l'anniversaire de la mort de Jean Jaurès le 21 juillet 1928 (Imprimerie A. Richard, Paris)
- 1936 : Liberté, liberté chérie — Jeu de massacre en cinq parties., par Muse Dalbray et Raymond Destac (éditions Imprimerie Nouvelle), pièce écrite en 1933, publiée en 1936, voir sur Gallica
- 1945 : Des camisards aux maquisards, par Muse et Raymond Tristan-Sévère [sic] (éditions Ateliers Henri Péladan, Uzès)
- 1945 : En attendant la liberté. Témoignages (1940-1944), par Muse Dalbray et Tristan Sévère (éditions La Fenêtre Ouverte, Issy-les-Moulineaux)
- 1947 : Culottes courtes et philosophie, par Muse Dalbray et Tristan Sévère. Préface de Jules Romains de l'Académie française (éditions J. Oliven, Paris)
- 1951 : Votre meilleur atout, la parole, par Muse Dalbray et Tristan Sévère. Préface de Pierre Fresnay (éditions J. Oliven, Paris)
- 1973 : On prend les autres et on recommence ou Les enfants de Vérone, pièce en 12 tableaux. Fra Sylvère, pièce en 7 tableaux, par Muse Dalbray et Tristan Sévère (éditions Société Française du Livre)